# Super Bowl LX
Match précédent Match suivant
Le Super Bowl LX est le match de football américain qui constituera la finale de la saison 2025 de la National Football League (NFL) et qui opposera traditionnellement les champions de l'American Football Conference (AFC) et de la National Football Conference (NFC).
Il aura lieu le 8 février 2026 au Levi's Stadium à Santa Clara dans l'État de Californie au États-Unis.
Il s'agira du 60e Super Bowl, le 3e joué dans la baie de San Francisco et le 2e au Levi's Stadium, le premier ayant été le Super Bowl 50 disputé dix ans plus tôt.
Le match sera télévisé au niveau national par le réseau de télévision américain la NBC.

## Désignation de la ville hôte
La ligue avait pris dès 2023, toutes les décisions concernant les sites d'accueil des futurs Super Bowls. Il n'y avait pas de processus d'appel d'offres par site, la ligue sélectionnant unilatéralement un lieu potentiel, le lieu choisit élaborant ensuite une proposition d'accueil que les propriétaires de la ligue analysent avant de voter pour déterminer si elle est acceptable.
Le 18 mai 2023, il est annoncé que le Levi's Stadium, domicile de la franchise des 49ers de San Francisco, était considéré comme le favori pour le site du Super Bowl LX avant qu'elle n'officialise ce choix le 22 mai.

## Logo
Comme le veut la tradition depuis le Super Bowl LVI, le logo du Super Bowl comprend des chiffres romains représentant des images de la ville/région hôte. Pour le Super Bowl LX, le logo a été révélé le 9 février 2025, dans une publication sur les réseaux sociaux par la chaîne de télévision NBC Sports après la conclusion du Super Bowl LIX, avant la présentation officielle le lendemain à l'occasion d'une conférence de presse d'après-match à La Nouvelle-Orléans. Les chiffres romains ont un thème CMYK (quadrichromie), incorporant des monuments de la région de la baie tels que le panorama urbain (skyline) de San Francisco, le pont du Golden Gate et des séquoias.

## Le stade

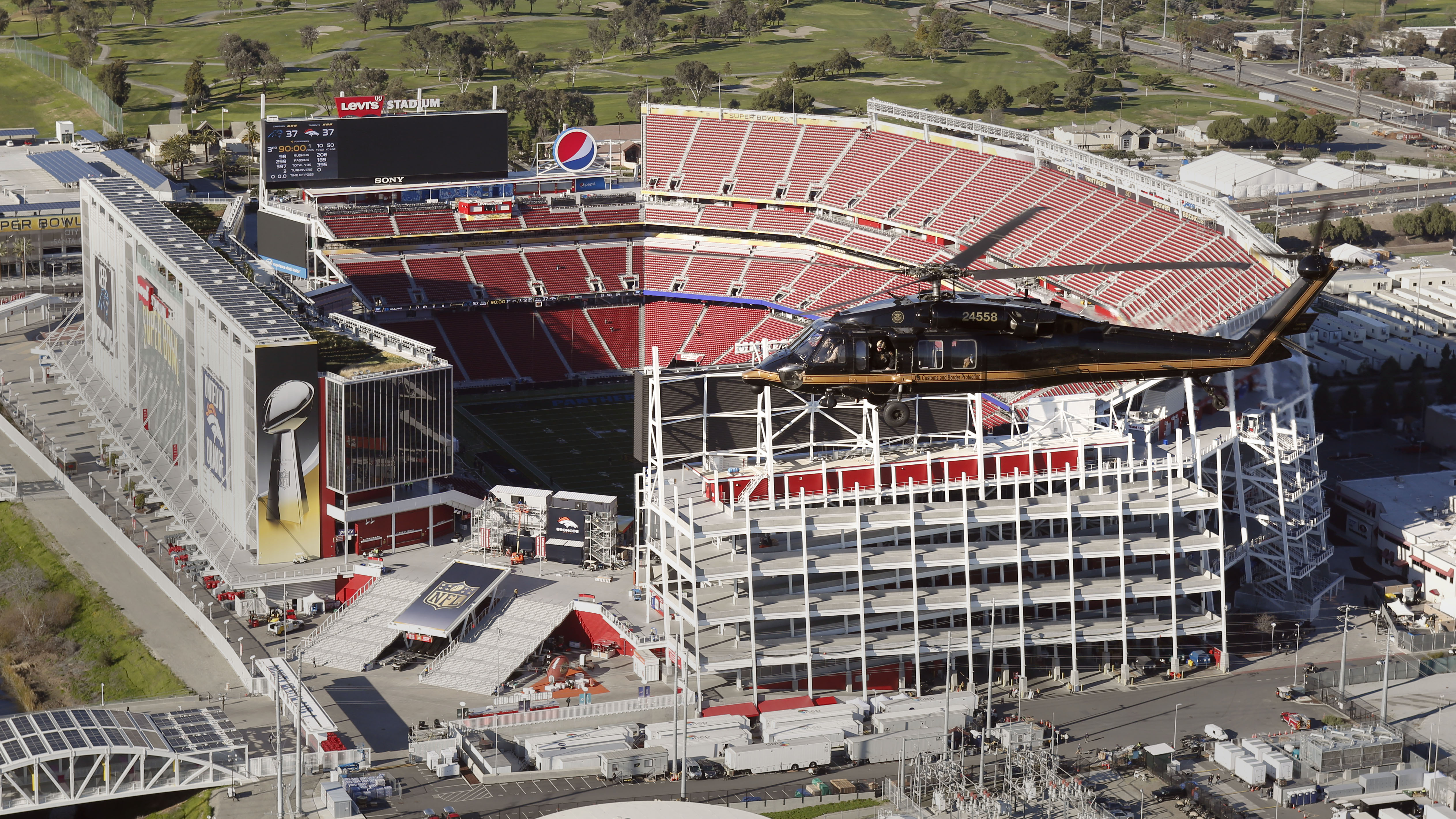
Vue aérienne du stade.